# Akiballion V - 1
Akiballion V - 1 (アキバリオンV - 1) es una película japonesa, del 26 de febrero de 2010, producida por Zen Pictures. Es una película del género tokusatsu, de acción y aventuras, con artes marciales, dirigido por Motoharu Takauji, y protagonizada por Ayaka Tsuji, Nana Ozaki, Anna Kawamura, Rie Yamashiro, Kiraan y Miyuu Hoshi. 
El idioma es en japonés, pero también está disponible con subtítulos en inglés, en DVD o descargable por internet.

## Saga de Akiballion
- Akiballion - 1
- Akiballion - 2
- Akiballion V - 1
- Akiballion V - 2

## Argumento
Akane, Meg, Yuiko y Shizuka son amigas a través de un chat de internet. Chateando un día, de repente Shizuka desaparece del chat a través de cámara web, y a su vez, una nueva persona aparece en el chat. Se trata de Kurama-Tengu, que propone a las otras tres chicas ir a rescatar a Shizuka. Las tres chicas no se creen lo acontecido, pero al siguiente día se reúnen en Akihabara donde supuestamente se iban a reunir las cuatro, pero Shizuka no asiste.
Las tres chicas empezarán a buscar a Shizuka en su casa, y se encontrarán que está poseída por un malvado espíritu. Extraños monstruos aparecen y amenazan a las tres chicas. En ese momento un teléfono suena y una persona llamada "s" les dice que si buscan en sus mentes, podrán encontrar poderes con los que enfrentarse a los monstruos. Sin otra opción por la proximidad de los monstruos, tratan de hacerlo, y tras una luz cegadora, las tres chicas se transforman en tres luchadoras Akiballion.